# Helmut Kiderlen

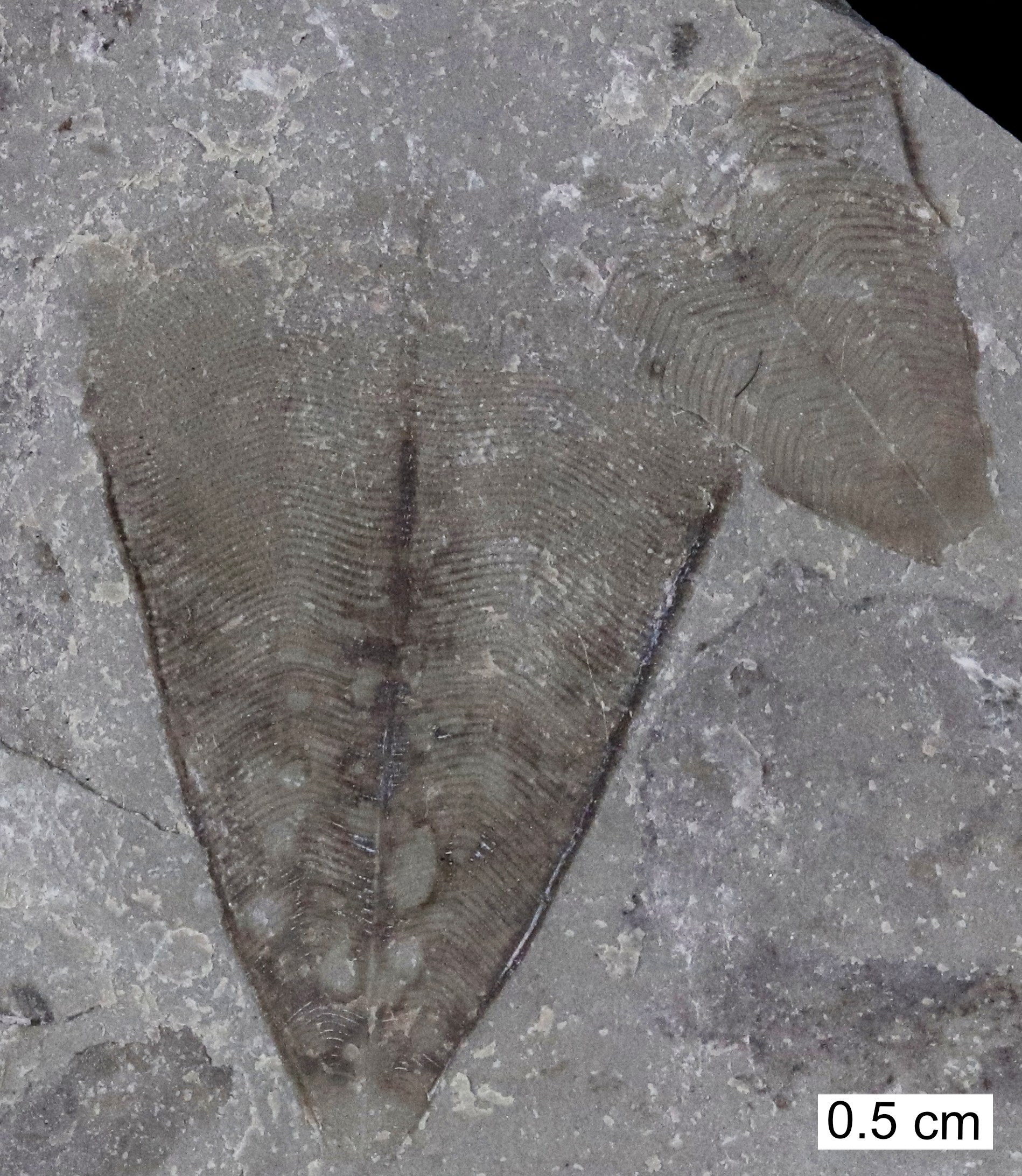
Dwie sylurskie konularie z gatunku Conularia niagarensis

Helmut Kiderlen (ur. 3 marca 1905 w Ulm, zm. 8 października 1995 we Fryburgu Bryzgowijskim) – niemiecki geolog.
Kiderlen jest najbardziej znany z wyjaśnienia pokrewieństwa konularii. W 1937 opublikował pracę, w której przedstawił dowody na pokrewieństwa tej zagadkowej dla poprzedników wymarłej grupy z krążkopławami. Hipoteza o tym, że konularie są krążkopławami lub bliską im grupą parzydełkowców jest dziś powszechnie przyjęta.
Na cześć Kiderlena nazwano gatunek dewońskiej konularii Holoconularia kiderleni Hergarten, 1985.